# Banksia canei
Banksia des montagnes
Espèce
Classification phylogénétique
Le banksia des montagnes (Banksia canei) est une espèce d'arbuste du genre Banksia de la famille des Proteaceae.  On le trouve dans les zones subalpines de la Cordillère australienne entre Melbourne et Canberra. Même si aucune sous-espèce n'est reconnue, il existe des variations importantes dans la forme des feuilles adultes et jeunes, et quatre topodèmes (formes géographiquement isolées) ont été décrits. Il se présente généralement comme un arbuste bien ramifié atteignant jusqu'à 3 m de hauteur, à feuilles étroites et aux inflorescences jaunes en épis apparaissant de la fin de l'été au début de l'hiver. Lorsque les fleurs fanées tombent, jusqu'à 150 follicules duveteux se développent. Chacun porte deux graines ailées.
Un cultivar prostré a été enregistré sous le nom de Banksia 'Celia Rosser' en 1978, mais semble avoir disparu dans les années 1990.